# Давиденко Георгій Іванович
Давиденко Георгій Іванович — радянський, український режисер і сценарист науково-популярного та хронікально-документального кіно. Лауреат дев’яти міжнародних кінофестивалів.

## Біографія
Народився 2 травня 1937 року в містечку Поліське Київської області в родині робітника.
Закінчив філологічний факультет Київського державного університету ім. Т. Г. Шевченка у 1974 році. 
З 1957 року почав працювати на кіностудії «Київнаукфільм».
Від 1999 року — художній керівник кіностудії «Просвіткіно».
Член Національної спілки кінематографістів України.

## Фільмографія
- «Індійські йоги — хто вони?» (1970, асистент режисера)

Створив понад 50 науково-популярних, хронікально-документальних, навчальних фільмів:
- «З вогнем не жартують» (1976)
- «Комплексні алюмінієві заводи на експорт»
- «Металургійний завод Бокаро» (1978)
- «Лінії електропередач»
- «Конверторне виробництво» (1979)
- «Підприємства будіндустрії»
- «Гірничо-збагачувальний комбінат Ерденет» (1980)
- «55 мільйонів кіловат» (1981)
- «Шлях до золотого Меркурія»
- «Співробітництво СРСР—Індія» (1982)
- «Сонцю і вітру назустріч» (1984)
- «Табірний пил» (1990)
- «Сорочка зі стьожкою» (1992)
- «Історик та історія» (1992)
- «Жезл» (1992, у співавт.)
- «Тверді мелодії» (1993)
- стрічки «Там, на горі, січ іде. Фільм 9», «Гартуючи юнацтво. Фільм 10», «З полону — за волю. Фільм 11», «Останні лицарі. Фільм 12» в документальному циклі «Невідома Україна. Золоте стремено» (1993, автор. сценар. та режисер)
- «Щоб жити» (1997)
- «Katharsis. Очищення» (2001, у співавт. з О. Давиденком)
- «Пробач мені, Поліське!» (2004, автор сценар.; режисер у співавт. з О. Давиденком)[1]
- «Коні, коні, ви знову зі мною» (2007, у співавт. з О. Давиденком) та ін.